# Ambiente di esecuzione

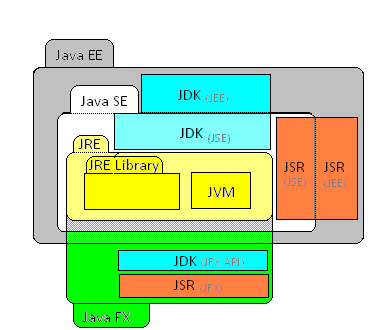
La piattaforma Java, un esempio tipico di ambiente di esecuzione

Un ambiente di esecuzione, in informatica, indica il complesso delle librerie software (a volte dette API) di un certo linguaggio di programmazione che in fase di interpretazione/compilazione vengono collegate (linkate) al codice sorgente di un programma portando all'esecuzione del codice sorgente permettono dunque l'esecuzione stessa e l'utilizzo finale da parte dell'utente. Spesso si utilizza anche il termine piattaforma (es. piattaforma Java). Si contrappone all'ambiente di sviluppo (es. IDE).